# Vandenboschia gigantea
Espèce
Synonymes
- Trichomanes giganteum Bory ex Willd.[1]

Vandenboschia gigantea est une espèce de plantes de la famille des Hymenophyllaceae présente en Afrique tropicale et dans les Mascareignes.